# Каян
Каян е село в провинция Баглан в Североизточен Афганистан. Има население от приблизително 5422 души. Каян е на около 191 км (118 мили) от столицата, Кабул.
Разположено е на височина 1606 м над морското равнище.